# Boeing F-47
O Boeing F-47 é uma futura aeronave de superioridade aérea de sexta geração a ser desenvolvida pela Boeing para a Força Aérea dos Estados Unidos (USAF) sob o programa Next Generation Air Dominance (NGAD). Ele está destinado a ser o sucessor do Lockheed Martin F-22 Raptor. Oficiais da USAF afirmaram que testes experimentais têm sido realizados desde 2020, e o serviço pretende colocá-lo em operação até o final da década, tornando-se assim o primeiro caça de sexta geração dos Estados Unidos.

## Desenvolvimento
O programa F-47 faz parte da iniciativa Next Generation Air Dominance (NGAD) da Força Aérea dos Estados Unidos (USAF), que busca substituir a envelhecida frota de Lockheed Martin F-22 Raptor. A iniciativa prevê uma abordagem de "família de sistemas", com um caça tripulado, denominado Penetrating Counter-Air (PCA), servindo como a plataforma central, apoiado por aeronaves de combate colaborativas não tripuladas (CCA). O PCA será uma aeronave de longo alcance, alta velocidade, furtiva e equipada com sensores e armamentos, acompanhada por CCAs que transportarão munições adicionais e desempenharão outras missões de apoio.
O vencedor do contrato de desenvolvimento do NGAD deveria ser escolhido em 2024, mas o Secretário da Força Aérea pausou o programa em maio de 2024 após os custos projetados dispararem, elevando o preço de cada caça para três vezes o de um F-35. A pausa permitiu a realização de um estudo interno para avaliar a viabilidade da abordagem do programa para a superioridade aérea, considerando os rápidos avanços em tecnologia de aviação e defesa aérea, especialmente por parte dos adversários dos Estados Unidos. Em março de 2025, a liderança da Força Aérea dos EUA, falando no Simpósio de Guerra de 2025 da Air & Space Forces Association (AFA), concluiu que o programa NGAD continuaria conforme o estudo interno. Kenneth Wilsbach, do Comando de Combate Aéreo (ACC), destacou a necessidade de aeronaves tripuladas de sexta geração para o ambiente de combate futuro, citando os riscos crescentes representados pelo desenvolvimento de caças de sexta geração chineses.
Em 21 de março de 2025, o presidente dos EUA, Donald Trump, anunciou que o contrato de desenvolvimento de engenharia e fabricação do F-47, avaliado em mais de US$ 20 bilhões, seria concedido à Boeing. Após o anúncio, as ações da Boeing fecharam com alta de 7% em relação ao dia anterior, enquanto as da Lockheed Martin caíram 5,7%.
Espera-se que este contrato revitalize a divisão de aviação militar da Boeing, especialmente sua linha de produção de caças em St. Louis, Missouri. "A Boeing tem investido bilhões na construção de novas instalações nos últimos anos, apostando fortemente no NGAD e em outros programas de próxima geração na esperança de finalmente tornar sua divisão de defesa lucrativa novamente", escreveu o Defense One. Steve Parker, CEO interino da unidade de defesa da Boeing, chamou esse investimento de "o mais significativo da história de nosso setor de defesa".
O programa tem realizado voos experimentais com X-planes—aeronaves experimentais destinadas a testar elementos de design e tecnologia—desde 2020, e espera-se que o F-47 realize seu primeiro voo até o final do mandato de Trump, no início de 2029, segundo o chefe do Estado-Maior da Força Aérea, General David Allvin.

## Design
Os detalhes sobre o design do F-47 permanecem secretamente classificados. O caça terá "alcance significativamente maior, furtividade mais avançada, será mais sustentável, mais fácil de manter e terá maior disponibilidade do que nossos caças de quinta geração"—ou seja, o F-22 e o F-35—disse o General David Allvin. Ele também afirmou que o F-47 "custará menos" que o F-22, será adquirido em maior quantidade, será "mais adaptável a ameaças futuras" e "exigirá significativamente menos pessoal e infraestrutura para ser implantado".
Espera-se que o F-47 incorpore capacidades avançadas de furtividade, fusão de sensores e a capacidade de coordenar operações com enxames de drones, tudo projetado para proporcionar uma vantagem decisiva em combate.